# Глаголев, Владимир Сергеевич
Владимир Сергеевич Глаголев (род. 20 июня 1938, Тула, СССР) — российский культуролог и религиовед, доктор философских наук, профессор.
Автор ряда монографий и учебников, член диссертационных советов в ИФ РАН и МГУ им. М. В. Ломоносова. Член Российского философского общества.

## Биография
В 1960 году окончил философский факультет МГУ им. М. В. Ломоносова.
С 1960 по 1962 год преподавал на кафедре философии Пермского мед. института. Параллельно обучался в аспирантуре заочно. В 1966 году защитил кандидатскую диссертацию «Современное православие и искусство».
С 1965 по 1969 год являлся старшим преподавателем кафедры философии в Московском медицинском стоматологическом институте.
С 1969 года перешел на работу в МГИМО, с 1991 года и по настоящее время работает в должности профессора кафедры философии
Женат. Имеет четверых детей: двух сыновей и двух дочерей.

## Научная и преподавательская деятельность
В 1991 году на философском факультете МГУ защитил докторскую диссертацию на тему «Современная христианская культурология: методологический анализ».
Студентами В. С. Глаголева в разное время были журналист Артём Боровик, бывший епископ Читинский и Забайкальский Иннокентий, министр культуры России Владимир Мединский и другие.
Является автором ряда монографий и учебников. Преподает логику; философию; историю и теорию культуры; историю и философию науки; психологию и этику делового общения.
Координатор межвузовской программы «Духовные основы мирового сообщества». Один из создателей Центра «Церковь и международные отношения».
Научные интересы связаны с социальной психологией, религиоведением и культурологией.
Член Российского философского общества

## Научные труды
Монографии
1. Философия религии и религиоведение. Авторские учебные курсы. Вып. 2.: Учебно-методическое пособие /[В соавт.] Год издания: 2021. Место издания: Издатель Воробьѐв А.В Москва. Объём: 268 страниц (16,75 печатных листов). ISBN 978-5-93883-449-1. Тираж: 300 экз.[5]
2. Философия культуры в системе изучения международных отношений: монография. В двух книгах. Книга 1: [В соавт.]. Год издания: 2020. Место издания: Московский государственный институт международных отношений (университет) Министерства иностранных дел Российской Федерации Москва. Объём: 259 страниц. ISBN 978-5-9228-2112-4[6]
3. Религия караимов: Теоретико-исторический анализ. Год издания: 2018. Место издания: МГИМО-Университет Москва. Объём: 166 страниц (10,2 печатных листов). ISBN 978-5-9228-1894-0. Тираж: 500 экз.[7]
4. Межкультурная коммуникация в условиях глобализации. [В соавт.]. Год издания: 2016. Место издания: Общество с ограниченной ответственностью «Проспект» Москва. Объём: 200 страниц (13,4 печатных листов). ISBN 978-5-392-19300-4[8]
5. Россия державная. [В соавт.] Год издания: 2006. Место издания: Москва; Волгоград: Волгогр. науч. изд-во. Объём: 472 страниц. ISBN 5-98461-216-X[9]
6. Постмодерновый мир и Россия. [В соавт.] Год издания: 2004. Место издания: Москва — Волгоград: Изд-во Волгоградского ун-та. Объём: 676 страниц. ISBN 5-85534-901-2[10]

Статьи
1. Религиозно-идеалистическая культурология: идейные тупики. Авторы: Глаголев Владимир Сергеевич. Религиозно-идеалистическая культурология: идейные тупики / В. С. Глаголев. — М.: Мысль, 1985. — 222 с. — (Критика буржуазной идеологии и ревизионизма).[11]
2. Культура толерантности: опыт дипломатии для решения современных управленческих проблем. Учебное пособие / Г. К. Ашин, Г. И. Волкова, B.C. Глаголев и др. ; под редакцией И. Г. Тюлина. — М.: МГИМО (У) МИД России, 2004. — 304 с. — ISBN 5-9228-0164-3.[12]
3. Пространство и время в мировой политике и международных отношениях. Материалы 4-го Конвента РАМИ. В 10 т. Т. 3 : Время и пространство мировых религий и локальных культур. Локальные культуры и межцивилизационный диалог / МГИМО(У) МИД России, Рос. ассоциация междунар. исследований; под общ. ред. А. Ю. Мельвиля; ред. тома В. С. Глаголев, А. В. Шестопал. — М. : МГИМО-Университет, 2007. — 154 с. — ISBN 978-5-9228-0298-7.[13]
4. Глаголев В. С. Реализм анализа — исходное условие научной перспективности / право и управлениеи: 21 век. — 2011. — № 4 (21). — С.12-18.[14]
5. Глаголев В. С. Соотношение нравственных норм и целей в творческой деятельности / В. С. Глаголев // Даровитост и моралност. 17 Округли сто. Zbornik rezimea Međunarodnog naučnog skupa = Giftedness and Morality. 17th Round Table. Book of Abstracts. International Conference. — Vršac, Srbija: Visoka škola strukovnih studija za obrazovanje vaspitača «Mihailo Palov», 2011. — С. 71.[15]
6. Глаголев В. С. Творчество в условиях глобализации: иллюзии и реалии / В. С. Глаголев // Национальная стихия творчества: время и трансгрессия. Сборник статей. Под ред. Г. Е. Аляева, О. Д. Маслобоевой. — СПб.: Изд-во СПбГЭУ, 2017. — С. 300—308.[16]
7. Глаголев В. С. Христианство как культурообразующий фактор евразийской цивилизации / В. С. Глаголев // Религиоведение. — 2018. — № 4. — С. 55-61.[17]
8. Глаголев В. С. Объективные предпосылки взаимодействия культур в современном мире / В. С. Глаголев // Контуры будущего в контексте мирового культурного развития, XVIII Международные Лихачевские научные чтения, 17-19 мая 2018 года. — СПб.: СПбГУП, 2018. — С. 397—398.[18]